# Ваксмахер, Морис Николаевич
Морис Николаевич Ваксмахер (2 апреля 1926, Москва — 2 июля 1994) — советский и российский литературовед и переводчик. Кандидат филологических наук.

## Биография
Родился в Москве  в семье служащих, инженера и педагога. Окончил Московский городской педагогический институт имени В. П. Потёмкина (1948) и аспирантуру там же, кандидат филологических наук (1951, диссертация «Тема Сопротивления в художественной прозе современной Франции: Новеллы Жоржа Коньо и романы Поля Тийара»). Преподавал в Читинском педагогическом институте. В дальнейшем жил в Москве, занимался литературной работой, руководил семинаром переводчиков франкоязычной поэзии при Союзе писателей СССР. Много лет работал редактором в издательстве «Художественная литература», занимаясь, в частности, книжной серией «Библиотека всемирной литературы».
С 1955 г. регулярно публиковал переводы поэзии и прозы с французского языка в журнале «Иностранная литература»; как отмечала редактор журнала Ирина Кузнецова,

Он столько сделал для проникновения в Россию французской литературы — в том числе и в очень трудные времена, — что, наверно, его в этом смысле и не с кем сравнить.

В переводе Ваксмахера печатались романы Антуана де Сент-Экзюпери «Ночной полёт», Маргерит Юрсенар «Воспоминания Адриана», Ален-Фурнье «Большой Мольн», Теофиля Готье «Капитан Фракасс», произведения Андре Жида, Андре Мальро, Франсуа Мориака, Андре Моруа, Робера Мерля, Марселя Эме и многих других писателей. Среди поэтов, с которыми работал Ваксмахер как переводчик, — Луи Арагон, Гийом Аполлинер, Поль Элюар, Эжен Гильвик, Ален Боске, Жак Превер, Морис Карем, Жак Брель. Переводил также немецкую (Бертольт Брехт), греческую, югославскую, латиноамериканскую поэзию. Избранные переводы Ваксмахера составили сборник «Страницы европейской поэзии, XX век» (1976, расширенное переиздание 1992).
Выступал также как автор критических и литературоведческих статей о современной французской литературе, частично собранных в книге «Французская литература наших дней» (1967). Автор ряда статей для Краткой литературной энциклопедии.
Награждён орденом Трудового Красного Знамени (1976). В память о Ваксмахере в 1996 г. учреждена Премия Мориса Ваксмахера за лучший перевод французской литературы на русский язык.
Похоронен с родственниками на Донском кладбище.